# Минская ратуша
Минская ратуша (бел. Мінская ратуша) — административное здание (ратуша) в центральной части Минска, на Высоком Рынке; памятник архитектуры классицизма. Снесено властями в 1857 году; воссоздано в 2002-2004 гг. по сохранившимся изображениям.

## Архитектура
Первая минская ратуша была построена в 1600 году и обладала единственными в городе часами. В конце XVIII в. здание перестроено в стиле классицизма (арх. Ф. Крамер). Прямоугольное в плане здание было накрыто пологой вальмовой крышей. На главном вытянутом фасаде значительно выступала центральная часть с трёхмаршевой лестницей, которая завершалась четвериковой башней, накрытой полусферическим куполом со шпилем. Центральная часть и торцы здания были оформлены 4-колонными ионическими портиками, имевшими по две дополнительные колонны. Декоративное решение здания дополнялось коваными оградами балконов в портиках и на башне.

## История
До отмены российскими властями магдебургского права для Минска (14 мая 1795 г.) в ратуше проходили заседания органа минского самоуправления — магистрата или совета. В здании хранились эталоны единиц веса и объёма, помещались городские суд, архив и другие учреждения.
В 1830-х гг. в здании ратуши работала музыкальная школа. В 1844 году приспособлено под театр, просуществовавший до 1851 года. Здесь показывались драматические и музыкальные спектакли на русском, польском и украинском языках постоянных городских антреприз Я. Хелмиковского, В. Вержбицкого, В. Дроздовского. В ноябре 1848 здесь впервые в Беларуси поставлена пьеса Н. Гоголя «Ревизор». Фойе, зал и ложа театра были расписаны городским декоратором И. Кураткевичем.
Здание было снесено в 1857 г., однако решение о сносе было принято ещё в 1851 г., формальным поводом для сноса послужило то, что ратуша, «...занимая собой часть главной площади, стесняет ее и закрывает вид соборной церкви и вновь  строящихся  присутственных мест...» Однако по воспоминаниям очевидцев, здание  ратуши было уничтожено  из-за того, что «...оно своим существованием  напоминало жителям об обычаях минувшего времени, о Магдебурском праве...». На решении о сносе ратуши стоит собственноручная  резолюция Николая I. Во время правления Николая I Беларусь стала провинцией, Северо-Западным краем необъятной Российской империи. И незачем  было лишний раз напоминать  поданным о былых вольностях по Магдебурскому праву.. В сквере, прилегающем к ратуше, с января 1901 г. до сентября 1915 г. стоял памятник Александру II.

## Результаты археологических раскопок
В ходе археологических раскопок последней трети XX века были выявлены фундамент, часть стен, постамент от портика главного фасада, что достоверно выявило месторасположение ратуши и её натуральные размеры. Находки культурного слоя составляли изразцы, фрагменты посуды, черепица. Были найдены мушкетные пули и несколько каменных и железных ядер: это может быть объяснено тем фактом, что в здании ратуши заседал суд, который рассматривал гражданские и уголовные дела. Фрагмент пола, выложенного булыжником, даёт основания полагать, что именно там находилась гауптвахта. Были найдены фрагменты печи XVII в., украшенной кафелем с растительным орнаментом. Установлено, что стены здания были возведены на пустом месте, с использованием техники мешаной кладки. Окна были застеклены зелёными круглыми стёклами и вставлены в металлический переплёт, крышу покрывала плоская черепица, позже заменённая на волнистую.

## Восстановление здания

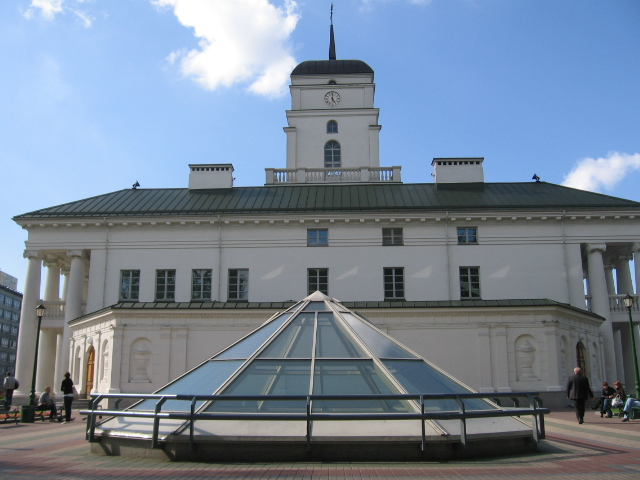
Тыльная сторона воссозданного здания

Идея восстановления ратуши появилась в 1980 году. Проект восстановления историко-культурной ценности основан на научных исследованиях: на изучении аутентичных чертежей, рисунков, документов, найденных в архивах Вильнюса, Варшавы, Санкт-Петербурга, Москвы. Результаты археологических раскопок 1978 и 1988 годах существенно дополнили сведения об уничтоженном памятнике архитектуры.
В 2002 году на определённом по данным археологических раскопок месте начались работы по восстановлению памятника архитектуры. Работы вели строительный трест № 1 и ОАО «Стары Менск», архитектор Сергей Багласов; в ходе работ использовались белорусские материалы. Внутренняя планировка памятника не скопирована полностью, однако в процессе восстановления постарались сохранить её наиболее ценные элементы. Толщина стен, как и у прежнего строения, полуметровая.
Здание было сдано в эксплуатацию в конце 2003 года. В феврале 2004 года ратуша была открыта для посетителей, а 4 ноября 2004 года состоялось её торжественное открытие.

## Современное использование

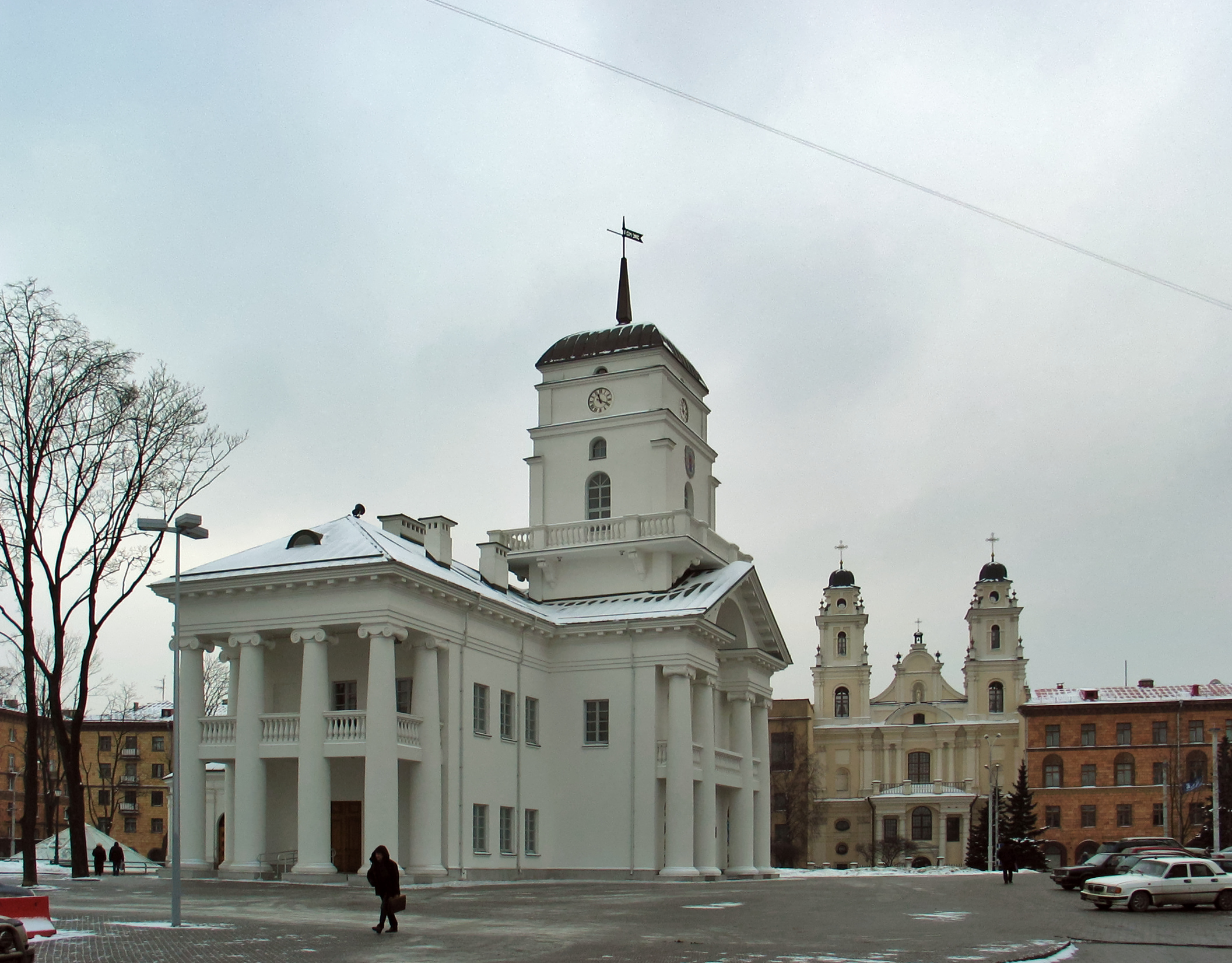
Ратуша в 2006 году

На первом этаже здания размещены выставочные залы для экспозиции музея Минска. В большом экспозиционном зале установлен макет исторического центра Минска начала XIX в. под стеклянным куполом. На втором этаже ратуши, где когда-то располагался магистрат, располагается зал для приёма почётных гостей и совещания. Прилегающий к зданию сквер также был реконструирован: он приобрёл вид, бывший в начале XX в., за исключением отсутствующего памятника Александру II. Сквер пересекается двумя овальными аллеями, вдоль которых высажены пирамидальные тополя, по его периметру стоят чугунные фонари, скамейки в «ретро» стиле, проложены пешеходные дорожки.
На башне с флюгером высотой 32 метра установлены часы и герб города. Каждый час куранты отбивают фрагмент мелодии (19 секунд припева) из «Песни про Минск» композитора Игоря Лученка.
Здесь проходят различные мероприятия в жизни столицы. В ратуше открываются Дни города, а на самом празднике у её стен выступают музыкальные коллективы, принимаются почётные гости столицы.